# Piste de ski sèche
Pour les articles homonymes, voir Piste de ski artificielle.

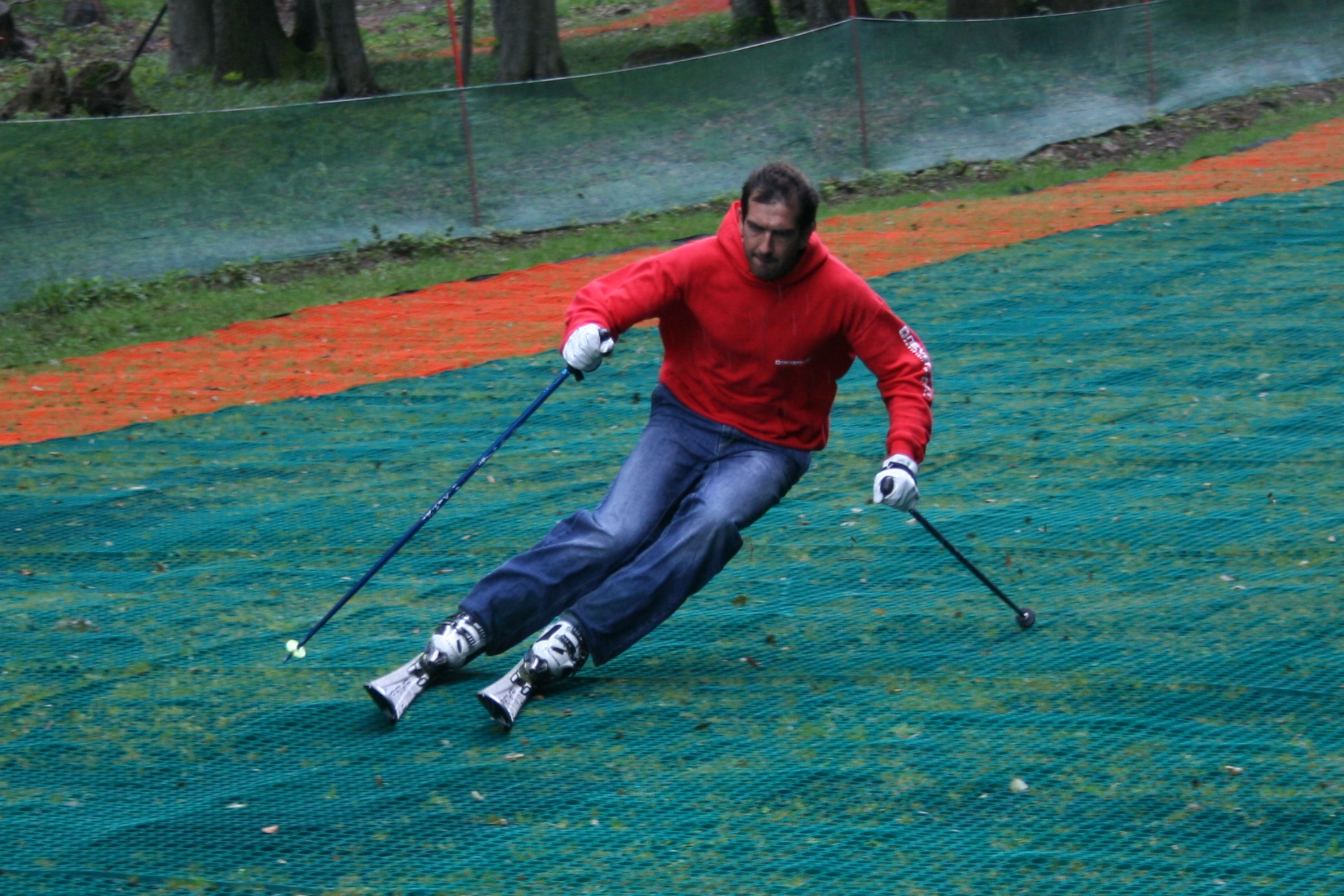
Un skieur sur une piste sèche.

Une piste de ski sèche, ou piste de ski artificielle, est une piste de ski qui n’est pas constituée de neige mais de matériaux qui en imitent les propriétés tout en étant stables à température ambiante.

## Terminologie

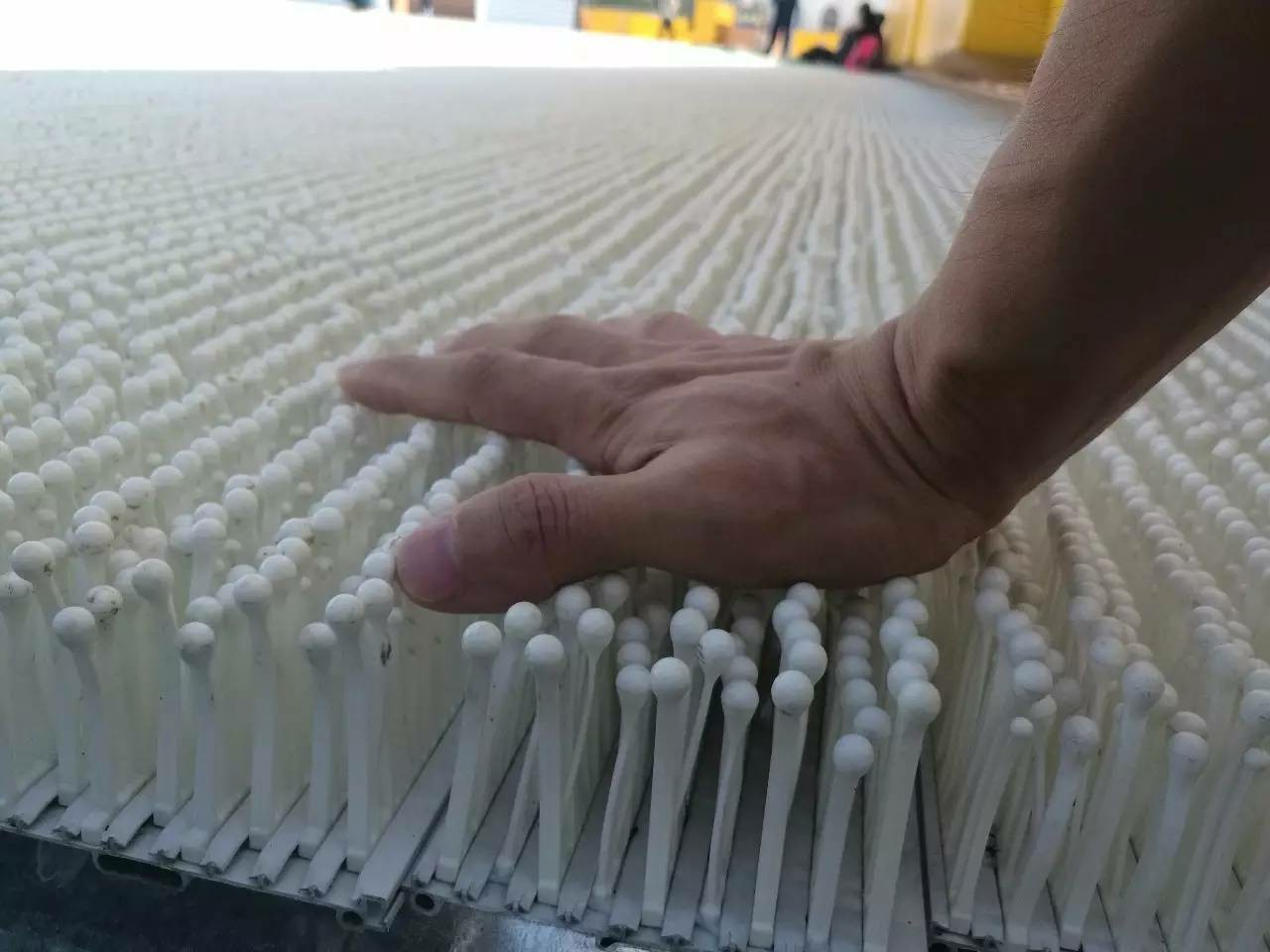
Détail d'un des types de revêtement.

Le terme piste de ski artificielle semble plus répandu mais il peut aussi désigner une piste de ski intérieure voire une piste de ski constituée de neige de culture (ou artificielle), c’est-à-dire produite à l’aide d'un canon à neige.